# Вежениця
Вежениця (пол. Wierzenica, нім. Oberbrunn) — село в Польщі, у гміні Сважендз Познанського повіту Великопольського воєводства.
Населення — 318 осіб (2011).
У 1975—1998 роках село належало до Познанського воєводства.

## Демографія
Демографічна структура станом на 31 березня 2011 року:
|          | Загалом | Допрацездатний вік | Працездатний вік | Постпрацездатний вік |
| -------- | ------- | ------------------ | ---------------- | -------------------- |
| Чоловіки | 171     | 54                 | 112              | 5                    |
| Жінки    | 147     | 34                 | 97               | 16                   |
| Разом    | 318     | 88                 | 209              | 21                   |